# 小行星2211
小行星2211（2211 Hanuman）是一颗围绕太阳公转的小行星。1951年11月26日，利蘭·坎寧安在威尔逊山发现了此天体。
該小行星以印度神話的猴神哈奴曼命名。
这颗小行星的绝对星等为200.69139等。